# Maria Lankowitz
Maria Lankowitz è un comune austriaco di 2 858 abitanti nel distretto di Voitsberg, in Stiria; ha lo status di comune mercato (Marktgemeinde). Il 1º gennaio 2015 ha inglobato i comuni soppressi di Gößnitz e Salla.